# Estonien (cheval)
Vous lisez un « bon article » labellisé en 2016.
Pour les articles homonymes, voir Estonien (homonymie).
L’estonien ou estonien natif (en estonien : Eesti hobune), est une race de chevaux originaire de l'Estonie. Son origine remonte au XIe siècle. Des chevaux russes gagnent le territoire d'origine aux XIVe et XVe siècles, puis les chevaux se répandent au XIXe siècle, pour le travail agricole. L'Estonien recule face à la concurrence du cheval de trait. Peu croisé, il est progressivement repoussé sur les îles de la mer Baltique. Il devient menacé d'extinction à la fin du XXe siècle. 
Ce petit cheval se montre particulièrement fort et résistant aux maladies. La hauteur au garrot est d'environ 1,45 m, ce qui explique pourquoi il est parfois appelé « poney d’Estonie ». La robe présente souvent une raie de mulet, le gène Dun, ou plus rarement le rouan. Le cheval estonien influence d'autres races des pays baltes, dont le cheval de Tori. Il est désormais principalement utilisé sous la selle, pour le tourisme équestre et comme cheval de bât. Proche des autres chevaux natifs du Nord de l'Europe, il fait partie des races animales domestiques les plus menacées du monde. La plupart des effectifs se situent sur l’île de Saaremaa. 

## Terminologie
La race est connue sous un grand nombre de noms. Le nom en estonien Eesti hobune est considéré par la FAO comme étant le plus commun. Cependant, le nom en anglais Estonian Native Horse est le plus utilisé à l'international. En français, il est nommé « cheval estonien », « Klepper estonien » ou encore « poney d'Estonie ». Le nom « Klepper » est ancien et n'est plus d'usage. En russe, les noms de mestnaya estonskaya ou estonskaya loshad sont employés.

## Histoire

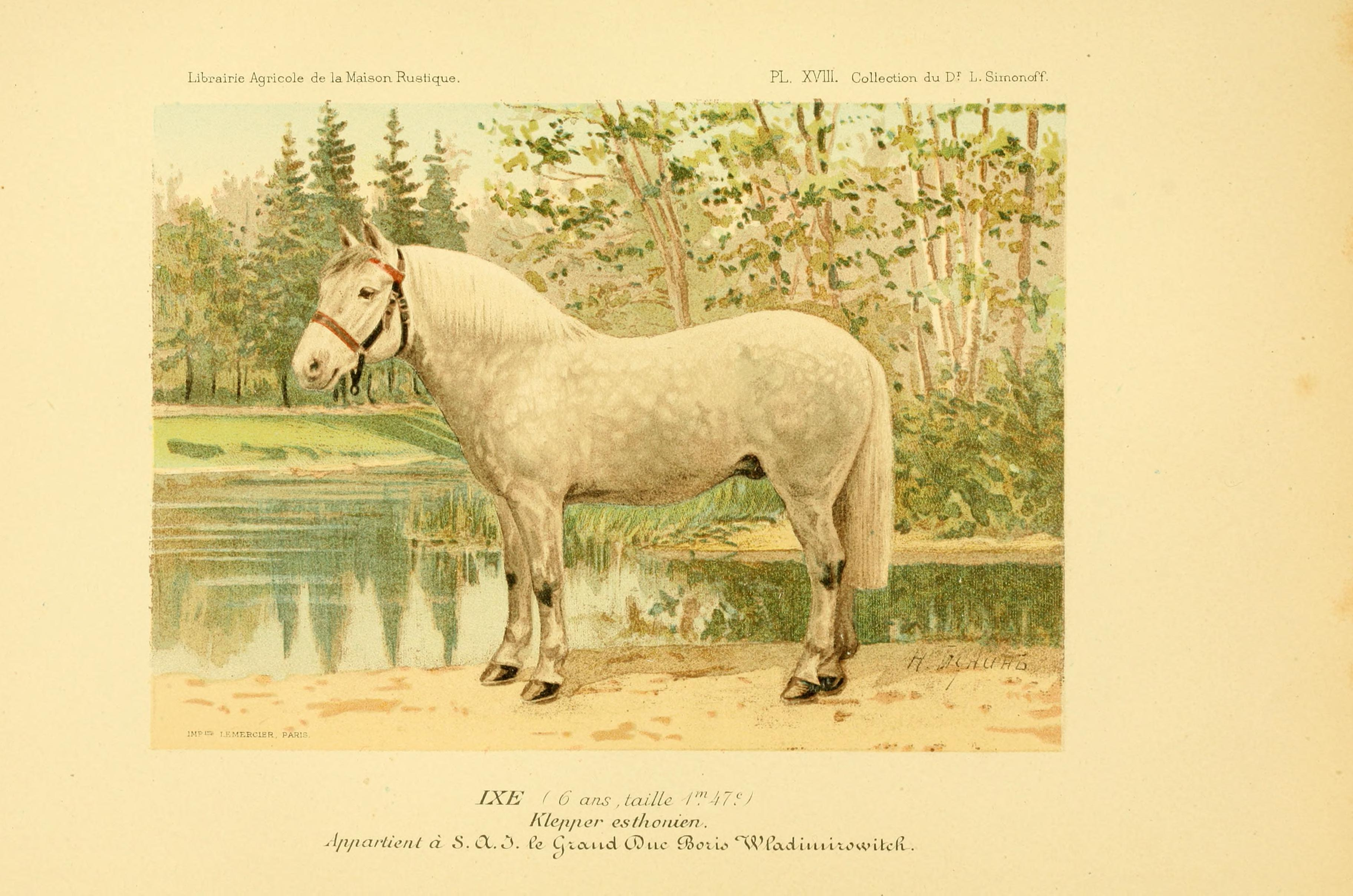
« Klepper estonien » dans Les races chevalines, 1894

L'Estonien partage des origines communes avec les chevaux natifs du Nord de l'Europe. Il est l'un des plus proches descendants de l'ancien cheval du Nord, qui vivait dans les zones forestières. Ses origines remontent au XIe siècle. Vieille race chevaline, l'Estonien est un héritier de l'histoire agricole en Estonie. Il s'agit d'une des deux races animales natives du pays à avoir survécu, avec la vache estonienne,. Il est peu croisé, ce qui représente une rareté parmi les races de chevaux présentes sur le territoire des États ayant constitué l'URSS. L'Estonien est légèrement influencé par le cheval arabe et les chevaux finlandais.
Des chevaux arrivent vraisemblablement en Estonie via Novgorod, en Russie, aux XIVe et XVe siècles. L'agriculture en plein développement entraîne une demande en animaux de travail. Les chevaux indigènes sont croisés avec des races plus grandes. L'animal se répand sur tout le territoire estonien au XIXe siècle. Alors que l'élevage du cheval de trait progresse, les Estoniens natifs sont repoussés vers le rivage de la mer Baltique et les îles avoisinantes. En 1856, le haras à l'origine du Tori s'engage dans l'élevage de chevaux d'Estonie et croise les meilleures juments de la race avec des carrossiers légers et des races de selle. En 1921, un stud-book est fondé, sous le nom d'« Estonien natif ». De 1921 à 1937, 13 étalons finlandais entrent en croisement. Les mesures moyennes de la race (hauteur, tour de poitrine et tour de canon) ont peu changé entre 1921 et 1997.
Le développement des routes et des transports motorisés provoque un déclin dans la population de chevaux. Entre la fin de la Seconde Guerre mondiale et la fin du XXe siècle, le nombre de chevaux estoniens tombe de 16 000 ou 12 000 à 500. Les croisements avec le Fjord et le Finlandais, plus puissants, est l'une des causes de ce déclin. L'animal disparaît quasiment de l'Estonie continentale, ne survivant que sur les îles de Saaremaa, Hiiumaa et Muhu. Quelques haras conservent les races patrimoniales pendant la période soviétique. Dans les années 1970 et 1980, sous l'autorité de l'URSS, les chevaux restants sont croisés avec m'Arabe. En 1992, une société d'éleveurs de chevaux est créée et connaît un renouveau, après des moments difficiles dans les années 1980. En 2000, une association est fondée pour préserver l'Estonien. Entre 1996 et 2003, la race fait l'objet d'une évaluation de sa valeur d'élevage.

## Description

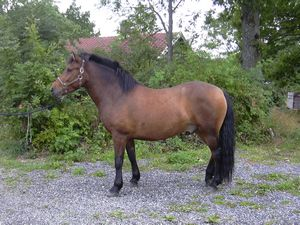
Estonien, au modèle.

L'Estonien natif se révèle très proche du Žemaitukas lituanien, et probablement du Gotland suédois. 

### Tailleet poids
L'Estonien est un petit cheval, de la taille d'un poney. Selon Bonnie lou Hendricks, éditée par l'Université de l'Oklahoma en 2007, sa taille va de 1,33 m à 1,45 m, les étalons mesurant en moyenne 1,42 m, et les juments 1,41 m. Les chiffres de référence de la race transmis à la FAO donnent une taille plus élevée : 1,47 m en moyenne pour les mâles et 1,45 m chez les femelles, le poids médian respectif étant de 450 et 420 kg. Le poids est d'environ 40 kg à la naissance. Des mesures précises ont été effectuées en Estonie sur 105 animaux mâles et femelles âgés de 2 et 3 ans, entre 1997 et 2000. La taille moyenne était de 1,43 m, le tour de poitrine de 1,76 m et le tour de canon de 18,6 m.

### Morphologie
La tête est bien proportionnée, même si elle peut être grossière. Son front est large, son encolure courte à moyenne et bien charnue. Le garrot est large et peu sorti, le rein musclé, la croupe de longueur moyenne et d'inclinaison normale. La poitrine est très profonde et large. Les jambes sont courtes, fermes et propres. Les sabots sont particulièrement solides, une particularité confirmée lors des sept ans d'études sur la valeur d'élevage de la race. 

### Robes
L'Estonien natif peut présenter une grande variété de robes. Des trois races de chevaux d'Estonie, c'est celle qui présente la plus grande diversité, avec des variations allant du noir aux robes crèmes. Néanmoins, les robes les plus fréquentes chez la race sont, dans l'ordre, le bai, l'alezan, le noir et le gris. Les occurrence de la robe grise ont diminué avec le temps, celles de la robe alezane ont augmenté.
On trouve aussi, plus rarement, des robes avec le gène Dun (telles que du noir dun, aussi appelé souris), et du rouan. La présence d'une raie de mulet est fréquente. Le gène Silver est possible chez la race, cette mutation (avec ses fameuses pommelures) étant populaire auprès des éleveurs et des propriétaires estoniens. Une attention particulière est accordée à la préservation de cette caractéristique. En 2010, 30 chevaux de la race expriment ce gène. Depuis la fin de l'utilisation des chevaux au travail, les éleveurs accordent une grande importance à la couleur de la robe.

### Tempérament et entretien
L'Estonien est une race à maturité lente. Sa longévité peut être extraordinaire : la jument Tenki, née en 1946, était encore en vie en 1983 à la ferme d’État de la région de Kinguissepp. L'endurance, les actions et le rendement au travail sont excellents. Il présente aussi un tempérament agréable. De plus, il est totalement adapté au climat de l'Estonie. Les éleveurs rentrent leurs animaux à l'écurie pendant l'hiver.
La consanguinité est devenue préoccupante, à cause du faible nombre de reproducteurs disponibles. Elle ne semble pas avoir causé de dommages parmi la race, si ce n'est un accroissement du temps nécessaire pour atteindre la maturité. Pour la garder sous contrôle, des croisements contrôlés sont réalisés avec le Finlandais.

### Sélection
L'aptitude au galop et au saut en liberté sont pris en compte pour l'évaluation de la valeur d'élevage. Cependant, la qualité des mouvements (en particulier pendant le saut) connaît de grandes variations en fonction des individus.

## Utilisations

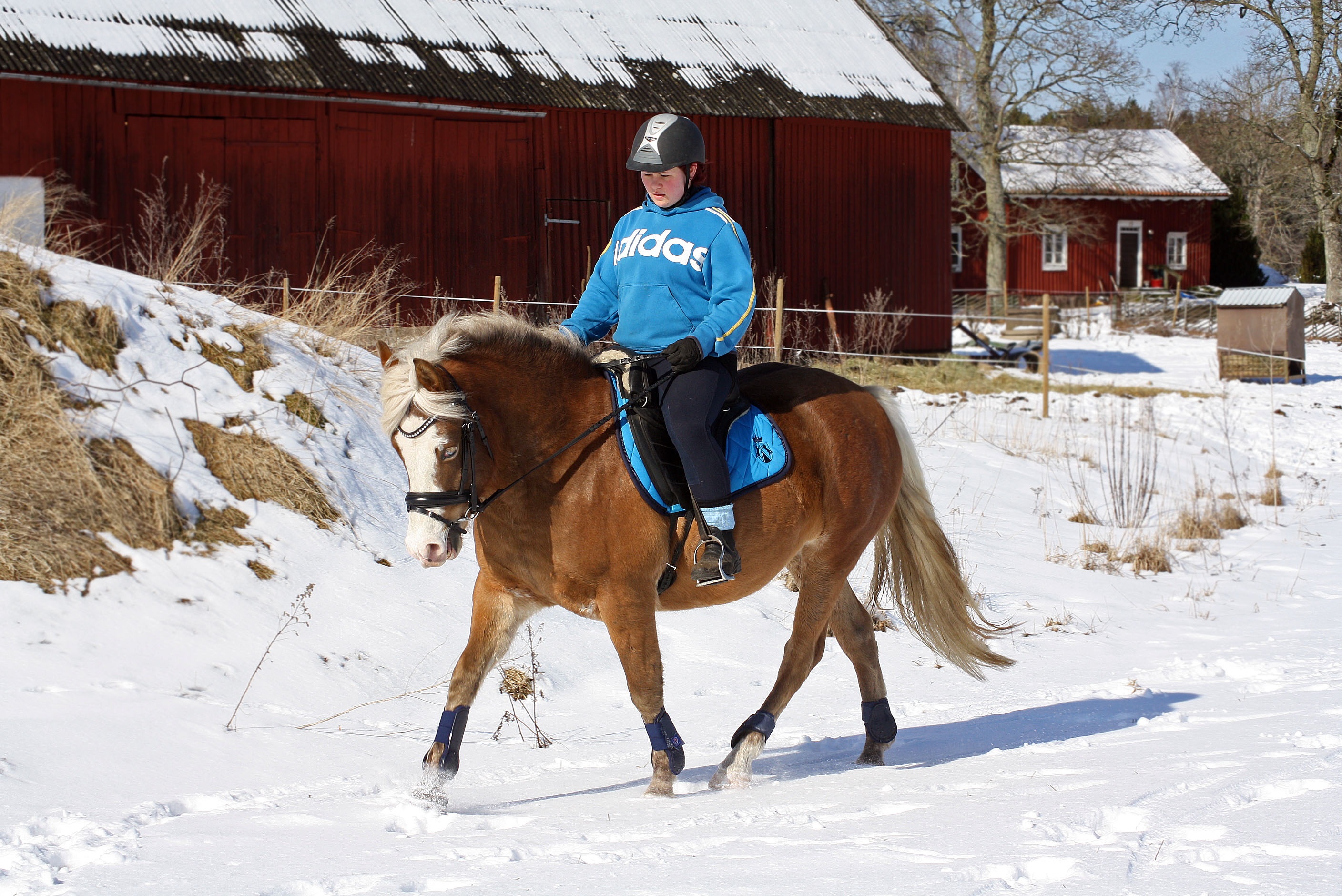
Estonien de 4 ans monté

L'Estonien est principalement destiné à la traction. Dans son pays d'origine, il peut être monté par les enfants et les touristes ou employé au trait léger pour de petits travaux agricoles,. Il est parfois employé en croisement avec des poneys. Il a lui-même participé à la formation d'autres races, comme l'Ob désormais disparu, et le Viatka. En croisement avec le Hackney, il influence le Tori. Il est entré dans la formation de la race du trait estonien avec l'Ardennais,.
En 2005, 25 animaux de la race sont importés en Suède pour recréer le cheval disparu d'Öland, génétiquement proche. Un étalon estonien natif a été utilisé en croisement avec le Žemaitukas lituanien pour diminuer la consanguinité de la race, tout en croisant avec un cheval génétiquement proche. Cette influence sur la race Žemaitukas s'observe particulièrement entre 1998 et 2002.

## Diffusion de l'élevage
En 1980, le recensement effectué par l'URSS fait état de la présence de 182 chevaux Estoniens, dont 152 de pure race. Les chiffres transmis à la FAO sont différents : 
| Année     | 1980 | 1994 | 1995 | 1996         | 1998              | 2007             |
| --------- | ---- | ---- | ---- | ------------ | ----------------- | ---------------- |
| Effectifs | 1000 | 500  | 900  | Moins de 224 | Entre 100 et 1000 | Entre 600 et 950 |

Ce cheval est devenu rare, c'est pourquoi il a été inclus à la World Watch List des races les plus menacées du monde. Il est présent parmi les 17 races de chevaux enregistrées dans la Nordic Gene Bank for Farm Animals (Banque de gènes nordique des animaux de ferme), visant à préserver les animaux d'élevage patrimoniaux du Nord de l'Europe. Il fait partie des trois races domestiques menacées originaires de l'Estonie, avec la vache estonienne et le trait estonien.
Le cheptel fait l'objet de mesures de protection depuis les années 1980, notamment car la consanguinité reste préoccupante. Ces mesures sont saluées pour leur efficacité. Ce programme a été monté en partenariat avec un programme de conservation de la nature, et le secteur du tourisme vert. Le cheptel est en croissance, avec plus de 150 nouveaux poulinages chaque année autour de 2005. D'après l'évaluation de la FAO réalisée en 2007, l'Estonien reste menacé d'extinction (statut « D », endangered), bien que le recensement effectué cette année-là témoigne d'une croissance des effectifs. On compte 452 femelles dans le stud-book en 2007. L'Estonien natif est considéré par l'étude de l'université d'Uppsala (2010) comme une race locale européenne en danger d'extinction et maintenue (statut « DM », endangered-maintened).
Début mai 2014, la race a été présentée au salon international du cheval de Saint-Pétersbourg.

## Dans la culture
Ce cheval est cité dans le roman La Madone des maquis de Sylvie Pouliquen.